# Pidonia jasha
Pidonia jasha är en skalbaggsart som beskrevs av Saito 1989. Pidonia jasha ingår i släktet Pidonia och familjen långhorningar. Inga underarter finns listade i Catalogue of Life.